# Torneo Apertura 2024 de Primera División (Liga Catamarqueña)
El Torneo Apertura 2024 de Primera División, denominado Torneo Apertura 2024 «Radio Valle Viejo» (por motivos de patrocinio), organizado por la Liga Catamarqueña de Fútbol, fue el primer torneo del año, con el cual arrancó la temporada 2024. Inició el 12 de abril y finalizó el 28 de julio.
Lo disputaron los doce equipos pertenecientes a dicha división. El campeón obtuvo la primera plaza al próximo Torneo Regional Federal Amateur.
El nuevo participante fue el Club Atlético Estudiantes de La Tablada, campeón del Torneo Apertura de Primera B, que regresó a la máxima categoría del fútbol capitalino tras su última participación en la temporada 2017.
Tanto la fecha de inicio, como la forma de disputa se definieron el 15 de febrero en la sede del Club Sarmiento.
El sorteo del fixture se llevó a cabo el 25 de marzo en la sede de la Liga.
Consagró campeón al Club Atlético San Lorenzo de Alem, que obtuvo su vigésimo séptimo título en la Primera División, bajo la dirección técnica de Marcelo Vega. Clasificó, así, al Torneo Regional Federal Amateur 2024-25.
La segunda plaza al Torneo Regional Federal Amateur 2024-25 fue conseguida por el Atlético Policial, que venció en la final del Petit Torneo a Independiente por penales, tras haber igualado 1-1 en los 90 minutos reglamentarios.

## Ascensos y descensos
| Pos. | Ascendido de la Primera B 2023 |
| ---- | ------------------------------ |
| 1.º  | Estudiantes de La Tablada      |

| Pos. | Descendido de la Primera División 2023 |
| ---- | -------------------------------------- |
| 12.º | San Isidro (Nueva Coneta)              |

## Formato
Torneo Apertura 2024
Los 12 equipos jugarán 11 partidos cada uno a lo largo de 11 fechas, en una sola rueda, bajo el sistema de todos contra todos. En este torneo se usará el sistema de puntos, de acuerdo a la reglamentación de la Internacional F. A. Board, asignándose tres puntos al equipo que resulte ganador, un punto a cada uno en caso de empate y cero puntos al perdedor.
El club que resulte campeón obtendrá la primera plaza al Torneo Regional Federal Amateur 2024-25.
Criterio de desempate en igualdad de puntos
- En caso de igualdad de puntos en el primer lugar al término de las 11 fechas entre dos equipos, se disputará un partido final para determinar al campeón del torneo.

- En el caso de igualdad de puntos entre tres equipos en la primera posición y de igual manera entre dos o más equipos para determinar cualquier ubicación en la tabla de posiciones, se aplicará el siguiente sistema:

En favor del equipo que, considerando exclusivamente los partidos disputados contra aquel o aquellos con los que hubiera empatado la posición, hubiera obtenido mayor cantidad de puntos o, en caso de empate, en el siguiente orden:
1. Mayor diferencia de goles.
2. Mayor cantidad de goles a favor.
3. Mayor cantidad de goles como visitante.
4. Sorteo a realizarse en sede del consejo ejecutivo, dentro de las 48 horas.

Descenso
En la zona baja de la tabla, el equipo ubicado en la 11.ª posición deberá disputar la Promoción frente al ganador del Petit Torneo de Primera B, mientras que el equipo ubicado en el último puesto perderá la categoría de forma directa.
Petit Torneo
Lo jugarán los equipos ubicados desde el 2.º al 9.º lugar de la tabla de posiciones, excepto Defensores del Norte que no puede entrar por tener ya su cupo asegurado al Regional Amateur por haber sido campeón del Torneo Provincial.
El mismo se desarrollará mediante el sistema de eliminación directa, a un solo partido. En caso de persistir la igualdad en los 90' de juego, se definirá mediante tiros desde el punto penal.
El equipo ganador se adjudicará la segunda plaza para participar en el Torneo Regional Federal Amateur 2024-25.

## Equipos participantes
| Nombre del club                         | Ciudad                              | Departamento | Fundación                          |
| --------------------------------------- | ----------------------------------- | ------------ | ---------------------------------- |
| Club Deportivo Américo Tesorieri        | San Fernando del Valle de Catamarca | Capital      | 13 de octubre de 1933 (91 años)    |
| Club Atlético Policial                  | San Fernando del Valle de Catamarca | Capital      | 31 de marzo de 1945 (80 años)      |
| Club Deportivo Chacarita                | San Fernando del Valle de Catamarca | Capital      | 19 de marzo de 1934 (91 años)      |
| Club Atlético Defensores del Norte      | San Fernando del Valle de Catamarca | Capital      | 25 de junio de 1937 (88 años)      |
| Club Atlético Estudiantes de La Tablada | San Fernando del Valle de Catamarca | Capital      | 1 de agosto de 1951 (74 años)      |
| Club Sportivo Ferrocarriles del Estado  | Chumbicha                           | Capayán      | 15 de septiembre de 1946 (78 años) |
| Club Atlético Independiente             | San Fernando del Valle de Catamarca | Capital      | 28 de febrero de 1920 (105 años)   |
| Asociación Juventud Unida de Santa Rosa | San Fernando del Valle de Catamarca | Capital      | 23 de mayo de 1963 (62 años)       |
| Club Deportivo Salta Central            | San Fernando del Valle de Catamarca | Capital      | 12 de abril de 1984 (41 años)      |
| Club Atlético San Lorenzo de Alem       | San Fernando del Valle de Catamarca | Capital      | 20 de mayo de 1936 (89 años)       |
| Club Atlético Vélez Sarsfield           | San Fernando del Valle de Catamarca | Capital      | 12 de febrero de 1928 (97 años)    |
| Club Sportivo Villa Cubas               | San Fernando del Valle de Catamarca | Capital      | 25 de agosto de 1932 (92 años)     |

### Distribución geográfica de los equipos
| Departamento | Cant. | Equipos |
| ------------ | ----- | --- |
| Capital      | 11    | Américo Tesorieri, Atlético Policial, Chacarita, Defensores del Norte, Estudiantes de La Tablada, Independiente (C), Juventud Unida, Salta Central, San Lorenzo de Alem, Vélez Sarsfield y Villa Cubas |
| Capayán      | 1     | Ferrocarriles (Chumbicha) |

## Competición

### Tabla de posiciones
| Pos. | Equipo                       | Pts. | PJ | PG | PE | PP | GF | GC | Dif. |
| ---- | ---------------------------- | ---- | -- | -- | -- | -- | -- | -- | ---- |
| 1.º  | San Lorenzo de Alem          | 31   | 11 | 10 | 1  | 0  | 34 | 11 | 23   |
| 2.º  | Independiente (Capital)      | 27   | 11 | 9  | 0  | 2  | 28 | 8  | 20   |
| 3.º  | Atlético Policial            | 21   | 11 | 7  | 0  | 4  | 21 | 13 | 8    |
| 4.º  | Estudiantes de La Tablada    | 16   | 11 | 5  | 1  | 5  | 12 | 28 | −16  |
| 5.º  | Ferrocarriles (Chumbicha)    | 15   | 11 | 4  | 3  | 4  | 13 | 22 | −9   |
| 6.º  | Villa Cubas                  | 14   | 11 | 4  | 2  | 5  | 14 | 16 | −2   |
| 7.º  | Américo Tesorieri            | 14   | 11 | 4  | 2  | 5  | 14 | 17 | −3   |
| 8.º  | Salta Central                | 13   | 11 | 4  | 1  | 6  | 12 | 17 | −5   |
| 9.º  | Chacarita                    | 12   | 11 | 4  | 0  | 7  | 8  | 19 | −11  |
| 10.º | Juventud Unida de Santa Rosa | 12   | 11 | 3  | 3  | 5  | 17 | 21 | −4   |
| 11.º | Defensores del Norte         | 11   | 11 | 3  | 2  | 6  | 27 | 18 | 9    |
| 12.º | Vélez Sarsfield              | 4    | 11 | 1  | 1  | 9  | 7  | 17 | −10  |

|  | Campeón. Clasificado al Torneo Regional Federal Amateur 2024-25. |
|  | Clasificados al Petit Torneo.                                    |
|  | Relegado a la Promoción.                                         |
|  | Descendió a la Primera B 2025.                                   |

| 1. |

#### Evolución de las posiciones
| Equipo / Fecha               | 1  | 2  | 3  | 4  | 5  | 6  | 7  | 8  | 9  | 10 | 11 |
| ---------------------------- | -- | -- | -- | -- | -- | -- | -- | -- | -- | -- | -- |
| Américo Tesorieri            | 10 | 7  | 5  | 5  | 5  | 6  | 6  | 5  | 8  | 10 | 6  |
| Atlético Policial            | 3  | 2  | 4  | 3  | 3  | 5  | 4  | 4  | 3  | 3  | 3  |
| Chacarita                    | 12 | 12 | 7  | 8  | 11 | 8  | 9  | 9  | 6  | 4  | 9  |
| Defensores del Norte         | 9  | 10 | 10 | 11 | 8  | 10 | 10 | 10 | 7  | 8  | 11 |
| Estudiantes de La Tablada    | 6  | 3  | 2  | 4  | 4  | 3  | 3  | 3  | 5  | 6  | 4  |
| Ferrocarriles (Chumbicha)    | 4  | 3  | 6  | 6  | 6  | 4  | 5  | 7  | 4  | 5  | 4  |
| Independiente (Capital)      | 1  | 1  | 1  | 1  | 1  | 1  | 1  | 1  | 1  | 2  | 2  |
| Juventud Unida de Santa Rosa | 6  | 8  | 11 | 7  | 10 | 7  | 7  | 6  | 9  | 7  | 9  |
| Salta Central                | 8  | 11 | 12 | 12 | 9  | 11 | 11 | 11 | 11 | 11 | 8  |
| San Lorenzo de Alem          | 2  | 4  | 3  | 2  | 2  | 2  | 2  | 2  | 2  | 1  | 1  |
| Vélez Sarsfield              | 5  | 5  | 8  | 9  | 12 | 12 | 12 | 12 | 12 | 12 | 12 |
| Villa Cubas                  | 11 | 9  | 9  | 10 | 7  | 9  | 8  | 8  | 10 | 9  | 5  |

| 1. 2. |

#### Tabla de resultados cruzados
| Local \ Visitante            | TES | POL | CHA | DEF  | EST | FER | IND | JUV | SAL | SLO | VEL | VCU |
| ---------------------------- | --- | --- | --- | ---- | --- | --- | --- | --- | --- | --- | --- | --- |
| Américo Tesorieri            |     |     | 1–0 | 3–2  |     |     | 1–2 |     | 2–2 | 2–3 |     |     |
| Atlético Policial            | 2–0 |     |     | 0–1  | 4–1 | 1–2 |     | 3–4 |     | 1–2 |     |     |
| Chacarita                    |     | 1–4 |     |      |     | 2–1 | 0–5 |     | 0–1 |     | 1–0 | 0–2 |
| Defensores del Norte         |     |     | 0–1 |      |     | 2–3 | 2–3 |     | 7–4 |     | 0–1 | 0–0 |
| Estudiantes de La Tablada    | 1–0 |     | 1–0 | 0–11 |     |     |     |     | 1–0 | 1–7 |     |     |
| Ferrocarriles (Chumbicha)    | 1–1 |     |     |      | 0–3 |     | 1–5 |     | 2–1 | 0–5 | 2–1 |     |
| Independiente (Capital)      |     | 1–2 |     |      | 2–0 |     |     | 3–0 |     |     | 3–0 | 2–1 |
| Juventud Unida de Santa Rosa | 1–2 |     | 0–1 | 2–2  | 1–1 | 1–1 |     |     |     | 2–3 |     |     |
| Salta Central                |     | 0–1 |     |      |     |     | 0–2 | 1–0 |     |     | 1–0 | 1–0 |
| San Lorenzo de Alem          |     |     | 4–2 | 1–0  |     |     | 1–0 |     | 2–1 |     | 1–1 |     |
| Vélez Sarsfield              | 1–2 | 0–1 |     |      | 1–2 |     |     | 1–2 |     |     |     | 1–2 |
| Villa Cubas                  | 2–0 | 1–2 |     |      | 2–1 | 0–0 |     | 3–4 |     | 1–5 |     |     |

### Resultados
| Fecha 1                      | Fecha 1   | Fecha 1                   | Fecha 1                              | Fecha 1     | Fecha 1 |
| Local                        | Resultado | Visita                    | Estadio                              | Fecha       | Hora    |
| ---------------------------- | --------- | ------------------------- | ------------------------------------ | ----------- | ------- |
| Chacarita                    | 0 - 5     | Independiente (Capital)   | Independiente (C)                    | 12 de abril | 16:30   |
| Atlético Policial            | 2 - 0     | Américo Tesorieri         | Malvinas Argentinas                  | 12 de abril | 20:30   |
| Juventud Unida de Santa Rosa | 1 - 1     | Estudiantes de La Tablada | Malvinas Argentinas                  | 13 de abril | 16:00   |
| Ferrocarriles (Chumbicha)    | 2 - 1     | Salta Central             | Polideportivo Municipal de Chumbicha | 13 de abril | 16:30   |
| Defensores del Norte         | 0 - 1     | Vélez Sarsfield           | Malvinas Argentinas                  | 17 de abril | 20:00   |
| Villa Cubas                  | 1 - 5     | San Lorenzo de Alem       | Malvinas Argentinas                  | 21 de abril | 19:00   |

| Fecha 2                   | Fecha 2   | Fecha 2                      | Fecha 2             | Fecha 2     | Fecha 2 |
| Local                     | Resultado | Visita                       | Estadio             | Fecha       | Hora    |
| ------------------------- | --------- | ---------------------------- | ------------------- | ----------- | ------- |
| Estudiantes de La Tablada | 1 - 0     | Salta Central                | Américo Tesorieri   | 26 de abril | 14:00   |
| Américo Tesorieri         | 1 - 0     | Chacarita                    | Américo Tesorieri   | 26 de abril | 16:00   |
| Independiente (Capital)   | 3 - 0     | Juventud Unida de Santa Rosa | Independiente (C)   | 26 de abril | 16:00   |
| Villa Cubas               | 0 - 0     | Ferrocarriles (Chumbicha)    | Malvinas Argentinas | 27 de abril | 19:00   |
| Vélez Sarsfield           | 0 - 1     | Atlético Policial            | Malvinas Argentinas | 28 de abril | 18:30   |
| San Lorenzo de Alem       | 1 - 0     | Defensores del Norte         | Malvinas Argentinas | 22 de mayo  | 18:00   |

| Fecha 3                      | Fecha 3   | Fecha 3                   | Fecha 3                              | Fecha 3   | Fecha 3 |
| Local                        | Resultado | Visita                    | Estadio                              | Fecha     | Hora    |
| ---------------------------- | --------- | ------------------------- | ------------------------------------ | --------- | ------- |
| Salta Central                | 0 - 2     | Independiente (Capital)   | Malvinas Argentinas                  | 3 de mayo | 15:00   |
| Chacarita                    | 1 - 0     | Vélez Sarsfield           | Malvinas Argentinas                  | 3 de mayo | 17:00   |
| Ferrocarriles (Chumbicha)    | 0 - 3     | Estudiantes de La Tablada | Polideportivo Municipal de Chumbicha | 4 de mayo | 16:00   |
| Juventud Unida de Santa Rosa | 1 - 2     | Américo Tesorieri         | Malvinas Argentinas                  | 4 de mayo | 17:00   |
| Atlético Policial            | 1 - 2     | San Lorenzo de Alem       | Malvinas Argentinas                  | 5 de mayo | 18:00   |
| Defensores del Norte         | 0 - 0     | Villa Cubas               | Malvinas Argentinas                  | 8 de mayo | 20:00   |

| Fecha 4                 | Fecha 4   | Fecha 4                      | Fecha 4             | Fecha 4    | Fecha 4 |
| Local                   | Resultado | Visita                       | Estadio             | Fecha      | Hora    |
| ----------------------- | --------- | ---------------------------- | ------------------- | ---------- | ------- |
| Independiente (Capital) | 2 - 0     | Estudiantes de La Tablada    | Independiente (C)   | 10 de mayo | 16:00   |
| Vélez Sarsfield         | 1 - 2     | Juventud Unida de Santa Rosa | Malvinas Argentinas | 11 de mayo | 15:00   |
| Américo Tesorieri       | 2 - 2     | Salta Central                | Américo Tesorieri   | 11 de mayo | 16:00   |
| San Lorenzo de Alem     | 4 - 2     | Chacarita                    | Malvinas Argentinas | 11 de mayo | 17:00   |
| Defensores del Norte    | 2 - 3     | Ferrocarriles (Chumbicha)    | Malvinas Argentinas | 12 de mayo | 15:00   |
| Villa Cubas             | 1 - 2     | Atlético Policial            | Malvinas Argentinas | 12 de mayo | 18:00   |

| Fecha 5                      | Fecha 5   | Fecha 5                 | Fecha 5                              | Fecha 5    | Fecha 5 |
| Local                        | Resultado | Visita                  | Estadio                              | Fecha      | Hora    |
| ---------------------------- | --------- | ----------------------- | ------------------------------------ | ---------- | ------- |
| Salta Central                | 1 - 0     | Vélez Sarsfield         | Independiente (C)                    | 17 de mayo | 16:00   |
| Juventud Unida de Santa Rosa | 2 - 3     | San Lorenzo de Alem     | Malvinas Argentinas                  | 17 de mayo | 16:00   |
| Estudiantes de La Tablada    | 1 - 0     | Américo Tesorieri       | Malvinas Argentinas                  | 18 de mayo | 14:00   |
| Chacarita                    | 0 - 2     | Villa Cubas             | Malvinas Argentinas                  | 18 de mayo | 16:00   |
| Ferrocarriles (Chumbicha)    | 1 - 5     | Independiente (Capital) | Polideportivo Municipal de Chumbicha | 18 de mayo | 16:00   |
| Atlético Policial            | 0 - 1     | Defensores del Norte    | Malvinas Argentinas                  | 19 de mayo | 16:00   |

| Fecha 6              | Fecha 6   | Fecha 6                      | Fecha 6             | Fecha 6    | Fecha 6 |
| Local                | Resultado | Visita                       | Estadio             | Fecha      | Hora    |
| -------------------- | --------- | ---------------------------- | ------------------- | ---------- | ------- |
| Américo Tesorieri    | 1 - 2     | Independiente (Capital)      | Américo Tesorieri   | 24 de mayo | 16:00   |
| Atlético Policial    | 1 - 2     | Ferrocarriles (Chumbicha)    | Malvinas Argentinas | 24 de mayo | 16:30   |
| Vélez Sarsfield      | 1 - 2     | Estudiantes de La Tablada    | Malvinas Argentinas | 25 de mayo | 15:00   |
| Villa Cubas          | 3 - 4     | Juventud Unida de Santa Rosa | Malvinas Argentinas | 25 de mayo | 17:00   |
| San Lorenzo de Alem  | 2 - 1     | Salta Central                | Malvinas Argentinas | 26 de mayo | 15:00   |
| Defensores del Norte | 0 - 1     | Chacarita                    | Américo Tesorieri   | 26 de mayo | 16:00   |

| Fecha 7                      | Fecha 7   | Fecha 7              | Fecha 7                              | Fecha 7    | Fecha 7 |
| Local                        | Resultado | Visita               | Estadio                              | Fecha      | Hora    |
| ---------------------------- | --------- | -------------------- | ------------------------------------ | ---------- | ------- |
| Independiente (Capital)      | 3 - 0     | Vélez Sarsfield      | Independiente (C)                    | 31 de mayo | 16:00   |
| Estudiantes de La Tablada    | 1 - 7     | San Lorenzo de Alem  | Malvinas Argentinas                  | 31 de mayo | 16:00   |
| Juventud Unida de Santa Rosa | 2 - 2     | Defensores del Norte | Malvinas Argentinas                  | 1 de junio | 15:00   |
| Ferrocarriles (Chumbicha)    | 1 - 1     | Américo Tesorieri    | Polideportivo Municipal de Chumbicha | 1 de junio | 16:00   |
| Salta Central                | 1 - 0     | Villa Cubas          | Malvinas Argentinas                  | 1 de junio | 18:00   |
| Chacarita                    | 1 - 4     | Atlético Policial    | Malvinas Argentinas                  | 2 de junio | 15:00   |

| Fecha 8              | Fecha 8   | Fecha 8                      | Fecha 8             | Fecha 8    | Fecha 8 |
| Local                | Resultado | Visita                       | Estadio             | Fecha      | Hora    |
| -------------------- | --------- | ---------------------------- | ------------------- | ---------- | ------- |
| Chacarita            | 2 - 1     | Ferrocarriles (Chumbicha)    | Malvinas Argentinas | 7 de junio | 14:30   |
| Vélez Sarsfield      | 1 - 2     | Américo Tesorieri            | Malvinas Argentinas | 7 de junio | 16:30   |
| Defensores del Norte | 7 - 4     | Salta Central                | Malvinas Argentinas | 8 de junio | 14:30   |
| Atlético Policial    | 3 - 4     | Juventud Unida de Santa Rosa | Malvinas Argentinas | 8 de junio | 17:00   |
| San Lorenzo de Alem  | 1 - 0     | Independiente (Capital)      | Malvinas Argentinas | 9 de junio | 16:00   |
| Villa Cubas          | 2 - 1     | Estudiantes de La Tablada    | La Leonera          | 9 de junio | 17:00   |

| Fecha 9                      | Fecha 9   | Fecha 9              | Fecha 9                              | Fecha 9     | Fecha 9 |
| Local                        | Resultado | Visita               | Estadio                              | Fecha       | Hora    |
| ---------------------------- | --------- | -------------------- | ------------------------------------ | ----------- | ------- |
| Estudiantes de La Tablada    | 0 - 11    | Defensores del Norte | Malvinas Argentinas                  | 14 de junio | 14:30   |
| Juventud Unida de Santa Rosa | 0 - 1     | Chacarita            | Independiente (C)                    | 14 de junio | 16:00   |
| Américo Tesorieri            | 2 - 3     | San Lorenzo de Alem  | Malvinas Argentinas                  | 14 de junio | 16:30   |
| Ferrocarriles (Chumbicha)    | 2 - 1     | Vélez Sarsfield      | Polideportivo Municipal de Chumbicha | 15 de junio | 15:00   |
| Salta Central                | 0 - 1     | Atlético Policial    | Malvinas Argentinas                  | 15 de junio | 15:00   |
| Independiente (Capital)      | 2 - 1     | Villa Cubas          | Malvinas Argentinas                  | 15 de junio | 18:00   |

| Fecha 10                     | Fecha 10  | Fecha 10                  | Fecha 10            | Fecha 10    | Fecha 10 |
| Local                        | Resultado | Visita                    | Estadio             | Fecha       | Hora     |
| ---------------------------- | --------- | ------------------------- | ------------------- | ----------- | -------- |
| Juventud Unida de Santa Rosa | 1 - 1     | Ferrocarriles (Chumbicha) | Malvinas Argentinas | 21 de junio | 15:00    |
| Villa Cubas                  | 2 - 0     | Américo Tesorieri         | La Leonera          | 21 de junio | 16:00    |
| Defensores del Norte         | 2 - 3     | Independiente (Capital)   | Malvinas Argentinas | 21 de junio | 17:00    |
| Chacarita                    | 0 - 1     | Salta Central             | Malvinas Argentinas | 22 de junio | 15:00    |
| Atlético Policial            | 4 - 1     | Estudiantes de La Tablada | Malvinas Argentinas | 22 de junio | 17:00    |
| San Lorenzo de Alem          | 1 - 1     | Vélez Sarsfield           | Malvinas Argentinas | 23 de junio | 15:00    |

| Fecha 11                  | Fecha 11  | Fecha 11                     | Fecha 11            | Fecha 11    | Fecha 11 |
| Local                     | Resultado | Visita                       | Estadio             | Fecha       | Hora     |
| ------------------------- | --------- | ---------------------------- | ------------------- | ----------- | -------- |
| Salta Central             | 1 - 0     | Juventud Unida de Santa Rosa | Américo Tesorieri   | 28 de junio | 14:00    |
| Américo Tesorieri         | 3 - 2     | Defensores del Norte         | Malvinas Argentinas | 28 de junio | 14:30    |
| Estudiantes de La Tablada | 1 - 0     | Chacarita                    | Américo Tesorieri   | 28 de junio | 16:00    |
| Vélez Sarsfield           | 1 - 2     | Villa Cubas                  | Malvinas Argentinas | 28 de junio | 17:00    |
| Ferrocarriles (Chumbicha) | 0 - 5     | San Lorenzo de Alem          | Malvinas Argentinas | 30 de junio | 15:00    |
| Independiente (Capital)   | 1 - 2     | Atlético Policial            | Bicentenario        | 30 de junio | 15:00    |

| 1. 2. 3. 4. 5. |

|                                              |
| Club Atlético San Lorenzo de Alem 27° título |
| Campeón Torneo Apertura 2024                 |

## Promoción
| 5 de julio, 14:30                          | Defensores del Norte                       | 3 - 1   | Sarmiento        | Malvinas Argentinas, Catamarca |                          |
|                                            | Braian Espeche 9' 73' · Rodrigo Chávez 80' | Reporte | 17' Matías Oliva | Árbitro(s): Jorge Romero       | Árbitro(s): Jorge Romero |
| Defensores del Norte mantuvo la categoría. |                                            |         |                  |                                |                          |

## Petit Torneo
El Petit Torneo se jugará a un solo partido con el sistema de eliminación directa, en el cual participarán los 8 equipos mejores ubicados luego del campeón del Apertura. El ganador de la Final clasificará al Torneo Regional Federal Amateur.

### Cuadro de desarrollo
|  | Cuartos de final | Cuartos de final          | Cuartos de final |                           |       | Semifinales             | Semifinales | Semifinales |  |   | Final                   | Final       | Final       |  |
|  | 6 y 7 de julio   | 6 y 7 de julio            | 6 y 7 de julio   |                           |       | 11 de julio             | 11 de julio | 11 de julio |  |   | 28 de julio             | 28 de julio | 28 de julio |  |
|  |                  |                           |                  |                           |       |                         |             |             |  |   |                         |             |             |  |
|  |                  |                           |                  |                           |       |                         |             |             |  |   |                         |             |             |  |
|  | 2                | Independiente (Capital)   | 3                |                           |       |                         |             |             |  |   |                         |             |             |  |
|  | 2                | Independiente (Capital)   | 3                |                           |       |                         |             |             |  |   |                         |             |             |  |
|  | 9                | Chacarita                 | 1                |                           |       |                         |             |             |  |   |                         |             |             |  |
|  | 9                | Chacarita                 | 1                |                           | 2     | Independiente (Capital) | 0 (4)       |             |  |   |                         |             |             |  |
|  |                  |                           |                  |                           | 2     | Independiente (Capital) | 0 (4)       |             |  |   |                         |             |             |  |
|  |                  |                           | 5                | Ferrocarriles (Chumbicha) | 0 (2) |                         |             |             |  |   |                         |             |             |  |
|  | 5                | Ferrocarriles (Chumbicha) | 5                | Ferrocarriles (Chumbicha) | 0 (2) | 1                       |             |             |  |   |                         |             |             |  |
|  | 5                | Ferrocarriles (Chumbicha) |                  |                           |       |                         |             |             |  |   |                         |             |             |  |
|  | 6                | Villa Cubas               | 0                |                           |       |                         |             |             |  |   |                         |             |             |  |
|  | 6                | Villa Cubas               | 0                |                           |       |                         |             |             |  | 2 | Independiente (Capital) | 1 (2)       |             |  |
|  |                  |                           |                  |                           |       |                         |             |             |  | 2 | Independiente (Capital) | 1 (2)       |             |  |
|  |                  |                           | 3                | Atlético Policial         | 1 (4) |                         |             |             |  |   |                         |             |             |  |
|  | 3                | Atlético Policial         | 3                | Atlético Policial         | 1 (4) | 3                       |             |             |  |   |                         |             |             |  |
|  | 3                | Atlético Policial         |                  |                           |       |                         |             |             |  |   |                         |             |             |  |
|  | 8                | Salta Central             | 2                |                           |       |                         |             |             |  |   |                         |             |             |  |
|  | 8                | Salta Central             | 2                |                           | 3     | Atlético Policial       | 2           |             |  |   |                         |             |             |  |
|  |                  |                           |                  |                           | 3     | Atlético Policial       | 2           |             |  |   |                         |             |             |  |
|  |                  |                           | 4                | Estudiantes de La Tablada | 1     |                         |             |             |  |   |                         |             |             |  |
|  | 4                | Estudiantes de La Tablada | 4                | Estudiantes de La Tablada | 1     | 1 (4)                   |             |             |  |   |                         |             |             |  |
|  | 4                | Estudiantes de La Tablada |                  |                           |       |                         |             |             |  |   |                         |             |             |  |
|  | 7                | Américo Tesorieri         | 1 (2)            |                           |       |                         |             |             |  |   |                         |             |             |  |
|  | 7                | Américo Tesorieri         | 1 (2)            |                           |       |                         |             |             |  |   |                         |             |             |  |
|  |                  |                           |                  |                           |       |                         |             |             |  |   |                         |             |             |  |

Nota: En caso de igualar en los 90' de juego, se definirá mediante tiros desde el punto penal.
|  |

### Cuartos de final
| 6 de julio, 14:30 | Independiente (Capital)                                       | 3 - 1   | Chacarita           | Malvinas Argentinas, Catamarca |                             |
|                   | Laureano Palavecino 12' · Marcos Cedrón 62' · Néstor Ríos 69' | Reporte | 1' Luciano Castillo | Árbitro(s): Walter Palazolo    | Árbitro(s): Walter Palazolo |

| 7 de julio, 17:00 | Atlético Policial                      | 3 - 2   | Salta Central                               | Malvinas Argentinas, Catamarca |                          |
|                   | Cristian Nieva 10' · Luis Seco 17' 41' | Reporte | 31' Lautaro Chejolán · 86' Cristian Salcedo | Árbitro(s): Guido Medina       | Árbitro(s): Guido Medina |

| 7 de julio, 15:00 | Estudiantes de La Tablada                                                         | 1 - 1 (4:2 p.)             | Américo Tesorieri                                                           | Malvinas Argentinas, Catamarca |                                |
|                   | David Lucero 48'                                                                  | Reporte                    | 73' Agustín Gordillo                                                        | Árbitro(s): José Silva Castaño | Árbitro(s): José Silva Castaño |
|                   |                                                                                   | Tiros desde el punto penal |                                                                             |                                |                                |
|                   | Denis Romero · Lautaro Albarracín · Pablo Torres · Douglas Pereira · David Lucero |                            | Braian Sarmiento · Valentín Ontivero · Agustín Gordillo · Javier Bustamante |                                |                                |

| 6 de julio, 17:00 | Ferrocarriles (Chumbicha) | 1 - 0   | Villa Cubas | Malvinas Argentinas, Catamarca |                             |
|                   | Álvaro Sánchez 40'        | Reporte |             | Árbitro(s): Hernán Palacios    | Árbitro(s): Hernán Palacios |

### Semifinales
| 11 de julio, 14:30 | Independiente (Capital)                                                | 0 - 0 (4:2 p.)             | Ferrocarriles (Chumbicha)                                             | Malvinas Argentinas, Catamarca |                           |
|                    |                                                                        | Reporte                    |                                                                       | Árbitro(s): Andrés Agüero      | Árbitro(s): Andrés Agüero |
|                    |                                                                        | Tiros desde el punto penal |                                                                       |                                |                           |
|                    | Ricardo Salas · Enzo Fernández · Laureano Palavecino · Brandon Herrera |                            | Ramón Antonio · Marcos Quinteros · Gerásimo Carrizo · Facundo Reynoso |                                |                           |

| 11 de julio, 17:00 | Atlético Policial                     | 2 - 1   | Estudiantes de La Tablada | Malvinas Argentinas, Catamarca |                            |
|                    | Aarón Álamo 17' · Joel Ferreyra 90+4' | Reporte | 45' David Lucero          | Árbitro(s): Matías Salcedo     | Árbitro(s): Matías Salcedo |

### Final
| 28 de julio, 16:00                                                                                             | Independiente (Capital)                                            | 1 - 1 (2:4 p.)             | Atlético Policial                                               | Estadio Bicentenario, Catamarca |                          |
| | Franco Correa 31'                                                  | Reporte                    | 45+2' Mariano Hernández                                         | Árbitro(s): Jesús Aldeco        | Árbitro(s): Jesús Aldeco |
| |                                                                    | Tiros desde el punto penal |                                                                 |                                 |                          |
| | Lucas Salas · Enzo Fernández · Laureano Palavecino · Franco Correa |                            | Luis Castillo · Julio S. Sacayán · Joel Ferreyra · Matías Sacco |                                 |                          |
| Atlético Policial se consagró campeón del Petit Torneo y clasificó al Torneo Regional Federal Amateur 2024-25. |                                                                    |                            |                                                                 |                                 |                          |

## Estadísticas

### Goleadores
| Jugador                            | Equipo                    | Goles |
| ---------------------------------- | ------------------------- | ----- |
| Matías Solohaga                    | San Lorenzo de Alem       | 11    |
| Francisco Noriega                  | Salta Central             | 8     |
| Fernando Pedraza                   | San Lorenzo de Alem       | 7     |
| Samuel Guanco                      | Ferrocarriles (Chumbicha) | 7     |
| Actualizado al 30 de junio de 2024 |                           |       |

| Juan Cruz Herrera      | Independiente (Capital)      | 6 |
| Fernando Novillo       | Chacarita                    | 5 |
| José Luis Utrera       | Defensores del Norte         | 5 |
| Luciano Bazán          | San Lorenzo de Alem          | 5 |
| Brandon Herrera        | Independiente (Capital)      | 4 |
| Bruno Bazán            | Defensores del Norte         | 4 |
| César Sánchez          | Atlético Policial            | 4 |
| Facundo Santillán      | Américo Tesorieri            | 4 |
| Martín Agüero          | Juventud Unida de Santa Rosa | 4 |
| Néstor Ríos            | Independiente (Capital)      | 4 |
| Rodrigo Chávez         | Defensores del Norte         | 4 |
| Braian Barrionuevo     | Defensores del Norte         | 3 |
| David Lucero           | Estudiantes de La Tablada    | 3 |
| Francisco de María     | Villa Cubas                  | 3 |
| Franco Arrascaeta      | Independiente (Capital)      | 3 |
| Javier Bustamante      | Américo Tesorieri            | 3 |
| Juan Trejo             | San Lorenzo de Alem          | 3 |
| Kevin Medina           | Juventud Unida de Santa Rosa | 3 |
| Laureano Palavecino    | Independiente (Capital)      | 3 |
| Leandro Maza           | Salta Central                | 3 |
| Luis Seco              | Atlético Policial            | 3 |
| Pablo Quiroga          | San Lorenzo de Alem          | 3 |
| Ronald Tapia           | Villa Cubas                  | 3 |
| Valentín Ontivero      | Américo Tesorieri            | 3 |
| Alex Sierra            | Estudiantes de La Tablada    | 2 |
| Álvaro Sánchez         | Ferrocarriles (Chumbicha)    | 2 |
| Braian Espeche         | Defensores del Norte         | 2 |
| David Palavecino       | Independiente (Capital)      | 2 |
| Diego Vergara Seco     | Defensores del Norte         | 2 |
| Federico Godoy         | Estudiantes de La Tablada    | 2 |
| Franco Bordón          | Juventud Unida de Santa Rosa | 2 |
| Franco Suárez          | Juventud Unida de Santa Rosa | 2 |
| Gerásimo Carrizo       | Ferrocarriles (Chumbicha)    | 2 |
| Juan Cruz Tapia        | Villa Cubas                  | 2 |
| Julio David Monge      | Defensores del Norte         | 2 |
| Lautaro Gordillo       | Independiente (Capital)      | 2 |
| Luis Castillo          | Atlético Policial            | 2 |
| Mariano Hernández      | Atlético Policial            | 2 |
| Matías Sacco           | Atlético Policial            | 2 |
| Tomás Chayle           | Defensores del Norte         | 2 |
| Ulises Carrizo         | Américo Tesorieri            | 2 |
| Agustín Castillo Ortíz | Estudiantes de La Tablada    | 1 |
| Agustín Soria          | Villa Cubas                  | 1 |
| Braian Soria           | Defensores del Norte         | 1 |
| Cristian López         | Salta Central                | 1 |
| Daniel Rodríguez       | Juventud Unida de Santa Rosa | 1 |
| David Vera Rodas       | Villa Cubas                  | 1 |
| Denis Romero           | Estudiantes de La Tablada    | 1 |
| Diego Barros           | Juventud Unida de Santa Rosa | 1 |
| Emmanuel Ceballos      | Atlético Policial            | 1 |
| Enzo Fernández         | Independiente (Capital)      | 1 |
| Enzo Moya              | Defensores del Norte         | 1 |
| Esteban Valatkevicnis  | Vélez Sarsfield              | 1 |
| Gabriel Cano           | Atlético Policial            | 1 |
| Gabriel Luque          | Villa Cubas                  | 1 |
| Gonzalo Garreche       | Atlético Policial            | 1 |
| Gustavo Villafañe      | Américo Tesorieri            | 1 |
| Joel Ferreyra          | Atlético Policial            | 1 |
| Jonathan Castro        | Juventud Unida de Santa Rosa | 1 |
| Jonathan Trejo         | Villa Cubas                  | 1 |
| José Montalván         | Independiente (Capital)      | 1 |
| José Romero            | Ferrocarriles (Chumbicha)    | 1 |
| Juan Aballay           | Vélez Sarsfield              | 1 |
| Leonardo Rivas         | Atlético Policial            | 1 |
| Leonardo Rojas         | San Lorenzo de Alem          | 1 |
| Leonel Carrión         | Ferrocarriles (Chumbicha)    | 1 |
| Lucas Carrizo          | Atlético Policial            | 1 |
| Lucas Carrizo          | Chacarita                    | 1 |
| Lucas Escalante        | San Lorenzo de Alem          | 1 |
| Lucas Sosa             | Vélez Sarsfield              | 1 |
| Luciano Castillo       | Chacarita                    | 1 |
| Luis Córdoba           | Villa Cubas                  | 1 |
| Marcos Agüero          | Juventud Unida de Santa Rosa | 1 |
| Marcos Salcedo         | Chacarita                    | 1 |
| Mario Córdoba          | Vélez Sarsfield              | 1 |
| Martín Perea           | Vélez Sarsfield              | 1 |
| Martín Pereyra         | Atlético Policial            | 1 |
| Mateo Vela             | Independiente (Capital)      | 1 |
| Matías Agüero          | Chacarita                    | 1 |
| Matías Carrizo         | Estudiantes de La Tablada    | 1 |
| Mauro Ferreira         | Independiente (Capital)      | 1 |
| Maximiliano Heredia    | Salta Central                | 1 |
| Maximiliano Silva      | Juventud Unida de Santa Rosa | 1 |
| Miguel Aballay         | San Lorenzo de Alem          | 1 |
| Nahuel Ahumada         | San Lorenzo de Alem          | 1 |
| Nahuel Castro          | Chacarita                    | 1 |
| Pablo Torres           | Estudiantes de La Tablada    | 1 |
| Ramiro Herrera         | Américo Tesorieri            | 1 |
| Tomás Soria            | Vélez Sarsfield              | 1 |
| Valentín Rojas         | Atlético Policial            | 1 |
| Víctor Reyes           | Vélez Sarsfield              | 1 |
| Willian Allende        | Villa Cubas                  |   |

### Autogoles
| Jugador          | Equipo                  | Anot. | Jornada  | Rival |
| ---------------- | ----------------------- | ----- | -------- | ----- |
| Darío Salas      | San Lorenzo de Alem     | 1     | Fecha 5  | DEF   |
| Román Chazarreta | Villa Cubas             | 1     | Fecha 8  | EST   |
| Enzo Fernández   | Independiente (Capital) | 1     | Fecha 10 | DEF   |
| Agustín Soria    | Salta Central           | 1     | Fecha 10 | CHA   |

## Clasificados al Torneo Regional Federal Amateur 2024-25
|                                |                              |                           |
| Defensores del Norte           | San Lorenzo de Alem          | Atlético Policial         |
| Campeón Torneo Provincial 2024 | Campeón Torneo Apertura 2024 | Campeón Petit Torneo 2024 |
| Clasificado: 04/05/2024        | Clasificado: 30/06/2024      | Clasificado: 28/07/2024   |